# Il racconto dell'isola sconosciuta
Il racconto dell'isola sconosciuta (O conto da ilha desconhecida) è un racconto del 1997 dello scrittore portoghese José Saramago. Tradotto in oltre una ventina di lingue, il racconto è stato pubblicato in Italia nel 1998, anno in cui l'autore vinse il Premio Nobel per la letteratura.

## Trama
Un uomo si presenta a palazzo per chiedere al re una nave con cui salpare per un'isola sconosciuta. Dopo averlo fatto attendere per tre giorni, il sovrano alla fine accetta di incontrarlo. Il re è inizialmente perplesso dalla richiesta, ma quando l'altro gli spiega che ogni isola è sconosciuta finché non viene scoperta gli concede un'imbarcazione. Mentre l'uomo si reca al porto, la donna delle pulizie di corte, ispirata dalla conversazione, decide di lasciare il palazzo e imbarcarsi con lui verso l'isola sconosciuta.
Al porto l'uomo ottiene una caravella e accetta che la donna delle pulizie si unisca a lui nell'impresa. Mentre lui si aggira nel porto in cerca di una ciurma, la donna fa un giro di ricognizione della nave. Al suo ritorno l'uomo non ha avuto successo, ma porta la cena per entrambi. Nel corso della serata cominciano a nutrire sentimenti l'uno per l'altra ma, non riuscendo a dare voce alle proprie emozioni, i due si separano per la notte. Mentre dorme, l'uomo sogna di essere al timone della nave, la cui ciurma è composta interamente di coppie felici e innamorate che esigono di sbarcare alla prossima isola, anche se è già stata scoperta: avendo trovato l'amore della loro vita, non hanno bisogno si salpare per isole sconosciute. Al suo risveglio, l'uomo trova la donna tra le sue braccia e la mattina dopo i due battezzano la nave "L'isola sconosciuta" e a mezzogiorno la caravella salpa, "in cerca di se stessa".

## Edizioni
- Il racconto dell'isola sconosciuta, traduzione di Paolo Collo e Rita Desti, Torino, Einaudi, 1998, ISBN 978-88-061-6651-9.
- Il racconto dell'isola sconosciuta, collana I Narratori, traduzione di Paolo Collo e Rita Desti, Milano, Feltrinelli, ISBN 978-88-070-3136-6.